# HomePod Mini

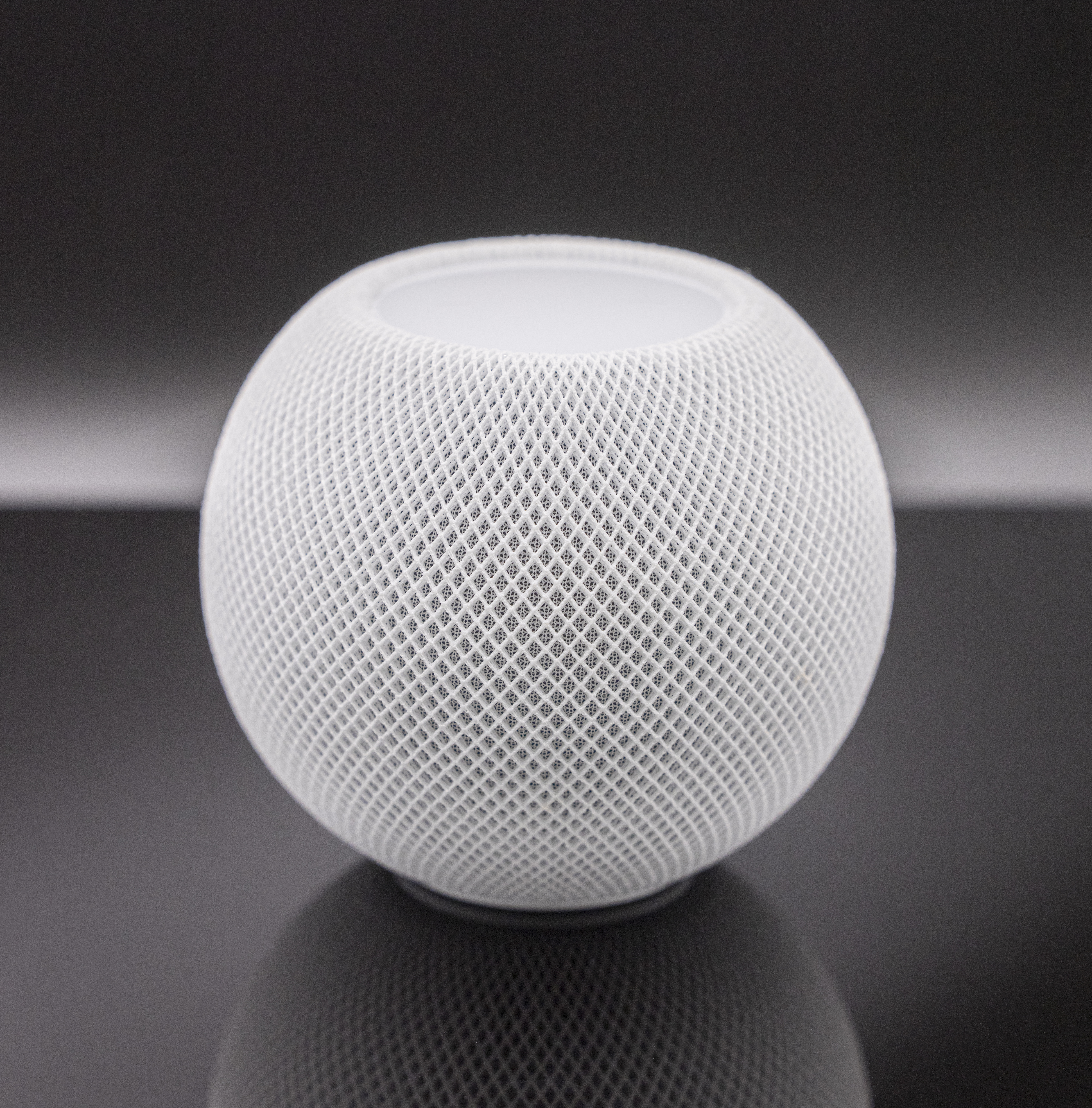
Apple HomePod mini

L'HomePod Mini (estilitzat com a HomePod mini) és un altaveu intel·ligent desenvolupat per Apple Inc. L'HomePod Mini es va llançar el 16 de novembre de 2020. Una esfera d'aproximadament 10 cm, es va llançar com una versió més petita i menys costosa de l'HomePod d'Apple.

## Visió general
L'HomePod Mini es basa en el sistema Apple S5 en un paquet que també s'utilitza per a Apple Watch Series 5 i SE. Millora la integració de Continuity i Handoff, permet a Siri reconèixer les veus de fins a sis persones i personalitzar les respostes a cadascuna, i afegeix la funció d'intercomunicació (també disponible a iPhones, iPads i Apple Watches) que permet als usuaris amb més d'un HomePod comunicar-se mútuament en habitacions diferents.
Les capacitats sense fil de l'HomePod Mini inclouen Wi-Fi 802.11n, Bluetooth 5 i un xip de banda ultra ampla per a la proximitat del dispositiu i AirPlay Handoff. Admet el protocol de xarxa Thread, compatible amb el grup de treball Connected Home over IP.
Té un cable USB-C no desmuntable i inclou un adaptador d'alimentació de 20 W. Amb el llançament d'audioOS 14.3 a finals de 2020, HomePod Mini va obtenir suport per a adaptadors d'alimentació de 18 W, cosa que el va fer compatible amb adaptadors de tercers i bancs d'alimentació portàtils.

## Comparació amb altres models
| Models                  | HomePod (1a gen)                                                                          | HomePod (2a gen)                                                                              | HomePod Mini |
| ----------------------- | ----------------------------------------------------------------------------------------- | --------------------------------------------------------------------------------------------- | --- |
| Data sortida            | 9 febrer 2018                                                                             | 3 febrer 2023                                                                                 | 16 novembre 2020 |
| Discontinuat            | 12 març 2021                                                                              | -                                                                                             | - |
| Darrer audioOS suportat | audioOS 17.0                                                                              | audioOS 17.0                                                                                  | audioOS 17.0 |
| Número de Model         | AudioAccessory1,1 (A1639)                                                                 | AudioAccessory6,1 (A2825)                                                                     | AudioAccessory5,1 (A2374) |
| IC emprat               | Apple A8                                                                                  | Apple S7                                                                                      | Apple S5 |
| Altaveus                | 7 tweeters                                                                                | 5 tweeters                                                                                    | 1 controlador total, 2 radiators passius |
| Altaveus                | 4-inch (10 cm) woofer                                                                     | 4-inch (10 cm) woofer                                                                         | - |
| Micròfons               | 6 micròfons                                                                               | 4 micròfons                                                                                   | 4 micròfons |
| Connectivitat           | Wi-Fi 802.11ac amb MIMO                                                                   | Wi-Fi 802.11n amb MIMO                                                                        | Wi-Fi 802.11n amb MIMO |
| Connectivitat           | Bluetooth 5                                                                               |                                                                                               | |
| Connectivitat           | -                                                                                         | Thread                                                                                        | Thread |
| Connectivitat           | -                                                                                         | Ultra-wideband (Apple U1)                                                                     | Ultra-wideband (Apple U1) |
| Sensors                 | Accelerometer                                                                             | Accelerometer                                                                                 | Accelerometer |
| Sensors                 | -                                                                                         | Humitat i Temperatura                                                                         | Humitat i Temperatura |
| Sensors                 | -                                                                                         | Reconeixement de so                                                                           | Reconeixement de so |
| Dimensions              | 6.8 in × 5.6 in (170 mm × 140 mm)                                                         | 6.6 in × 5.6 in (168 mm × 140 mm)                                                             | 3.3 in × 3.9 in (84 mm × 99 mm) |
| Pes                     | 5.5 lb (2.5 kg)                                                                           | 5.16 lb (2.3 kg)                                                                              | 0.76 lb (0.34 kg) |
| Colors                  | gris, blanc                                                                               | gris, blanc                                                                                   | gris, blanc, groc, carbassa, blau |
| Potència                | Font d'alimentació integrada, cable d'alimentació no desmuntable oficialment per l'usuari | Font d'alimentació incorporada, cable d'alimentació desmuntable amb connector IEC 60320 C7/C8 | Adaptador d'alimentació extern de 20 W (compatible amb adaptadors d'alimentació de 18 W des del programari 14.3), cable d'alimentació no desmuntable del dispositiu amb extrem USB-C |
| Preu de llançament      | $349                                                                                      | $299                                                                                          | $99 |